# 1 Coríntios 16
1 Coríntios 16 é o décimo-sexto e último capítulo da Primeira Epístola aos Coríntios, de autoria do Apóstolo Paulo, no Novo Testamento da Bíblia.

## Estrutura
A Tradução Brasileira da Bíblia organiza este capítulo da seguinte maneira:
- 1 Coríntios 16:1-9 - A coleta para os santos em Jerusalém
- 1 Coríntios 16:10-12 - Timóteo e Apolo
- 1 Coríntios 16:13-14 - Exortações
- 1 Coríntios 16:15-18 - Estéfanas, Fortunato e Acaico
- 1 Coríntios 16:19-20 - Saudações
- 1 Coríntios 16:21-24 - Saudação pessoal. A bênção